# Xã Rose Hill, Quận Foster, Bắc Dakota
Xã Rose Hill (tiếng Anh: Rose Hill Township) là một xã thuộc quận Foster, tiểu bang Bắc Dakota, Hoa Kỳ. Năm 2010, dân số của xã này là 66 người.